# عملة لومباردية في بينيفينتو
العملة اللومباردية في بينيفينتو، وهي جزء من العملة اللومباردية الأكثر عمومية، هي مجموعة العملات المعدنية التي سُكت بين حوالي عام 680 ونهاية القرن التاسع في دوقية وإمارة بينيفينتو. سكت عملات السوليدي والتريميس، وهما عملتان ذهبيتان تحاكيان عملات الإمبراطورية الرومانية الشرقية، في البداية؛ وفي وقت لاحق، سكت العملات المعدنية بأسماء الدوقات أولاً ثم أمراء بينيفينتو. وفي نهاية القرن الثامن الميلادي، سكت عملات فضية إلى جانب العملات الذهبية، والتي حلت تدريجيا محل العملات السابقة، كما حدث في بقية أوروبا الغربية. لم تصبح الفضة المعدن السائد في العملات المعدنية إلا في منتصف القرن التاسع.
تحملل عملات دوقات لومبارديا في بينيفينتو شخصياتها الخاصة التي تميزها عن عملات اللومبارديين المستقرين في شمال إيطاليا (لانغوبارديا مايور): في الشمال كان يسك العملات المعدنية بشكل حصري تقريبًا إلى التريميس، وفي بينيفينتو سكت العملات المعدنية أيضًا، وكان الإلهام مستوحى من النماذج البيزنطية حتى في لانغوبارديا مايور، نحو نهاية القرن السابع من عهد كونيبيرت، ادرجت الألقاب الملكية على العملات المعدنية واعتماد أنواع جديدة. بعد سقوط مملكة اللومبارديين، احتفظت العملات المعدنية بخصائصها لمدة قرن آخر تقريبًا.
إلى جانب العملات المعدنية في بينيفينتو، دُرست عملات إمارة ساليرنو أيضًا، والتي نشأت في حوالي عام 839 بعد تجزئة إمارة بينيفينتو.

## الفهرسة والمصادر

دوقية بينيفينتو في القرن الثامن

### عملات بينيفينتو
بالنسبة للعملات المعدنية التي سكها اللومبارديون في بينيفينتو، فإن النص الأحدث هو النص الذي نشره فيليب جريرسون ومارك بلاكبيرن، وهو المجلد الأول من سلسلة العملات الأوروبية في العصور الوسطى. في الكتالوجات نجد إشارات مثل "MEC I، 1085"، حيث يشير MEC إلى الأحرف الأولى من السلسلة، ويشير I إلى المجلد الأول، و1085 إلى العملة المعدنية رقم 1085 في الكتالوج. صنفت العملات المعدنية الخاصة بدار سك العملة اللومباردية في بينيفينتو، والتي توجد جميعها في المجلد الأول، من عام 1085 إلى عام 1119. العملات الفردية التي حُللت في المجلد واستخدمت في الرسوم التوضيحية هي تلك الموجودة في مجموعة متحف فيتزويليام في كامبريدج.
ومن مصادر الفهرسة الأخرى، التي تستخدم على نحو متساوٍ، كتالوج عملات الوندال، القوط الشرقيين، اللومبارديين، إمبراطوريات تسالونيكي، نيقية، وطرابزون في المتحف البريطاني الذي حرره واريك ويليام روث ونشر في لندن عام 1911.
أقل استخدامًا على المستوى الدولي ولكن أكثر تفصيلاً هي الدراسات التي نشرها جوليو سامبون في إيطاليا عام 1912، وميمو كاجياتي في عامي 1916-1917، وتلك الواردة في المجلد. الثامن عشر من Corpus Nummorum Italicorum (CNI). على وجه الخصوص، يسرد نص كاجياتي جميع العينات المعروفة آنذاك مع أوصافها، باستخدام رسومات أندريا روسو، وهو رسام نابولي من القرن التاسع عشر، للتمثيل. الأحدث هو عمل إنريكو كاتيماريو دي كوادري عام 1953 الذي حلل عملات بينيفينتو التي تنتمي إلى مجموعة خاصة ونشرها في Bollettino del Circolo numismatico Napoletano. كما نُشر في مجلة Numismatic Chronicle في عام 1974 تحليل كتبه دبليو أندرو أودي للعملات الذهبية في بينيفينتو، والذي استند مرة أخرى إلى مجموعة متحف فيتزويليام في كامبريدج.

### العملات الإمبراطورية
في النصف الأول من القرن الثامن، كانت العملات المعدنية التي سكت في بينيفينتو تحمل أساطير بأسماء أباطرة الإمبراطورية الرومانية الشرقية.
الأسماء المستخدمة هي أسماء قسطنطين الرابع (668-685) وجوستينيان الثاني (685-695 و704-711). استخدم منشورين حديثين نسبيًا في فهرسة عملات هؤلاء الأباطرة: كتالوج العملات البيزنطية في مجموعة دمبارتون أوكس وفي مجموعة ويتيمور، والمختصر DOC، ونص ولفجانج هان Moneta Imperii Byzantini، والمختصر MIB. ادرجت العملات المقلدة في المجلد الثاني من DOC والمجلد الثالث من MIB.

## السياق التاريخي
Dukes
- 689–706 Gisulf I
- 706–731 Romuald II
- 731–732 Gisulf II
- 732 Audelais
- 732–739 Gregory
- 739–742 Godescalc
- 742–751 Gisulf II
- 751–758 Liutprand
- 758–774 Arechis II

Princes
- 774–787 Arechis II
- 787–806 Grimoald III
- 806–817 Grimoald IV
- 817–832 Sico I
- 832–839 Sicard
- 839–850 Radelchis I
- 850-853 Radelgar
- 853–877 Adelchis
- 877–879 Gaideris
- 879–881 Radelchis II
- 881–890 Aiulf II
- 890–891 Ursus
- Byzantine rule
- 895–897 Guy
  - 897 Peter, bishop of Benevento and regent
- 897–900 Radelchis II
- 900–910 Atenulf I

غزا اللومبارديون جنوب إيطاليا (لانغوبارديا الصغرى) بعد عام 570، وفي الوقت المناسب شكلوا دولة تمتد على معظم شبه الجزيرة الجنوبية لإيطاليا، باستثناء كالابريا الحالية، وجزء من بوليا (شبه جزيرة سالنتين بأكملها تقريبًا)، مدينة نابولي مع المناطق الداخلية، والأراضي التي ظلت تحت سيطرة الإمبراطورية الرومانية الشرقية.
كانت الدوقية الرومانية، تحت السيطرة البابوية، ودوقية سبوليتو اللومباردية تفصل دوقية بينيفينتو عن الأراضي اللومباردية في شمال إيطاليا، ونتيجة لذلك تمتعت الدوقية بين القرنين السادس والسابع باستقلالية كبيرة داخل مملكة لومبارديا في إيطاليا. لم تكن مصائرها مرتبطة ارتباطًا وثيقًا بالتاج الملكي إلا في عهد الملك جريموالد (662-671)، دوق بينيفينتو سابقًا، وفي القرن الثامن، من عهد ليوتبراند (712-744) إلى سقوط المملكة (774). بعد ضم مملكة لومبارديا إلى الإمبراطورية الكارولنجية، ظلت منطقة بينيفينتو هي المنطقة الوحيدة من بين الأراضي اللومباردية التي حافظت على استقلالها الفعلي لمدة تقرب من ثلاثمائة عام، على الرغم من تجزئة أراضيها التي حدثت حوالي عام 840.

## سك العملات
بينيفينتو الدوقية اللومباردية الكبرى الوحيدة التي كان لها عملتها الخاصة، والتي كانت مختلفة بشكل واضح عن عملة مملكة لومبارديا. كان النوع السائد يتميز على الوجه الأمامي بتمثال نصفي في الأمام وعلى الوجه الخلفي صليب قوي يرتكز على قاعدة (بسيطة للتريميسس، وثلاث أو أربع درجات للسوليدوس). وكان الفرق بين الوجهين العكسيين هو نفسه المستخدم في العملات الإمبراطورية في ذلك الوقت، مما يسمح بسهولة التعرف على قيمة العملة. ظلت الأنواع المستخدمة في الوجه الخلفي ثابتة طوال فترة سك العملة الذهبية، باستثناء واحد خلال إمارة سيكو.
أقدم العملات المعدنية للدوقية، مثل عملات جميع الشعوب الجرمانية المعاصرة، تتكون من ما يسمى بالعملات المعدنية شبه الإمبراطورية، أي التقليد الدقيق إلى حد ما لعملات الإمبراطورية الرومانية. نسخت العملات التي كانت متداولة بالفعل في المنطقة المحتلة. تميزت العملات المعدنية اللاحقة عن طريق إضافة أحرف أو أحرف أو رموز أخرى تشير بطريقة ما إلى اسم الدوق الحاكم. وفي المرحلة الثالثة فقط استخدم نقوش جديدة، مختلفة عن النقوش الإمبراطورية.
كان أول من أضاف اسمه إلى العملة هو جريموالد الثالث (787-806)، وذلك في الفترة التي ارتفعت فيها الدوقية إلى إمارة؛ ومع ذلك، كانت الأنواع لا تزال تقليدًا لتلك الموجودة على العملات الإمبراطورية. وفي عهد جريموالد الثالث، بدأ سك العملة الفضية أيضًا، متبعًا ممارسة كانت انتشرت على نطاق واسع في أوروبا الغربية. في عهد سيكارد، انتهى سك الذهب إلى الأبد، واستخدمت دوقية بينيفينتو، مثل معظم دول أوروبا الغربية في ذلك الوقت، الدينار أيضًا كعملة رئيسية.

### عملات شبه إمبراطورية
بداية سك العملات في بينيفينتو كانت في أواخر القرن السابع، مع سك العملات المعدنية والعملات الإمبراطورية الزائفة.
لا يمكن أن تُنسب العملات القديمة بدقة إلى دوق محدد. كانت العملات المعدنية تقليدًا للعملات التي أصدرتها الإمبراطورية الرومانية الشرقية تحت اسمي قسطنطين الثاني وقسطنطين الرابع.

### العملات الدوقية
أقدم العملات المعدنية التي يمكن أن تُنسب بالتأكيد إلى جيزولف الأول، الذي كان دوقًا من عام 689 إلى عام 706. وكانت هذه العملات أيضًا تقليدًا للعملات الإمبراطورية، ونسخًا من عملات تيبيريوس الثالث (698-704) وجوستينيان الثاني (عهده الثاني، 704-711). في عهد جيزولف كان هناك نوعان من الأنواع المستخدمة. في العملة الأولى كان الوجه يصور الإمبراطور مرتديًا درعًا، رمحًا، ودرعًا، وكان الوجه الآخر صليبًا قويًا على قاعدة؛ ونسخت هذه العملة من عملة تيبيريوس الثالث. في النوع الثاني صور تمثال نصفي للإمبراطور مع اللوروس؛ في إحدى يديه يحمل صليبًا قويًا وفي اليد الأخرى كرة صليبية، والتي عزز الصليب الخاص بها أيضًا؛ على الكرة الأرضية يوجد النقش PAX. يصور الوجه الخلفي لهذه العملة تمثال نصفي للسيد المسيح من الأمام. كان النموذج عبارة عن عملة سوليدوس من عهد جستنيان الثاني، صدرت خلال فترة حكمه الثانية.  استخدم هذين النوعين حصريًا في عهد جيزولف الأول.
مع صعود روموالد الثاني، قُدم نوع ثالث، مع تمثال نصفي للإمبراطور يحمل الصليب الكروي على الوجه. قلد هذا النوع العملات المعدنية الصادرة في أوائل عهد جستنيان الثاني واستُخدم في سك العملات في بينيفينتو حتى منتصف عهد جودسكالك (حوالي عام 740). وكانت النقوش المستخدمة هي تلك الموجودة على عملات جستنيان. وفقًا لجريرسون وبلاكبيرن، ربما اختير هذا النوع بسبب معرفة أهل بينيفينتو اللومبارديين بهذا النوع، والذي استخدمه العديد من الأباطرة خلال القرن السابع.
في عهد جودسكالك قُدم نوع جديد، مع تمثال نصفي إمبراطوري يحمل أكاكيا في يده اليسرى، بالإضافة إلى الكرة الصليبية التي كانت في يده اليمنى. وفقًا لجريرسون وبلاكبيرن، فإن النوع يقلد الصوليدي الخاص بليو الثالث (717-741)، على الرغم من أنه قُدم في وقت سابق بواسطة أناستاسيوس الثاني (713-715). على وجه الخصوص، النقوش الموجودة في هذه العملات المعدنية هي من نوع DN LEOPP أو DNL - EOPPAGVS. تظهر هذه الأنواع أيضًا في عملات ليوتبراند وفي عملات السنوات الأولى من عهد أريكيس الثاني.
مع أريكيس الثاني غُير النوع مرة أخرى. عاد الموضوع إلى التمثال النصفي مع الصليب الكروي، لكن الوجه لم يعد يحمل نقش الإمبراطورية الزائفة، بل كان مكتوبًا بدلاً من ذلك DNS VICTORIA. وضع تاريخ هذا النوع الجديد في حوالي عام 770  ووفقًا لجريرسون وبلاكبيرن، فإن النقش ربما تشير إلى النصر الذي تحقق في عام 765 على النابوليتينيين.

### سك العملات في الإمارة
في عام 774، وفي عهد أريكيس، تحولت الدوقية إلى إمارة وظهرت النقوش الجديدة "PRINPI" على ظهر العملات المعدنية. استخدم هذا النوع، مع بعض الاختلافات الطفيفة في القميص، أيضًا في عهد جريموالد الثالث وحتى نهاية سك العملة الذهبية في بينيفينتو. مع جريموالد الثالث، استخدم النقش مع اسم الأمير المكتوب بالكامل لأول مرة: في السابق، كان هناك فقط الحرف الأول من اسم الدوق على الوجه الآخر، مع أو بدون إشارة إلى اللقب، معبرًا عنه إما بالحرف D أو بحرف واحد (ɵV لـ dvx). تنقسم عملة جريموالد إلى فترتين تشهدان على التغييرات في السياسة الخارجية للإمارة. حصل جريموالد على إذن من شارلمان، الذي أصبح ريكس فرانكوروم ولانجوباردوروم، للعودة إلى الإمارة وتولي تاجها، على الرغم من أنه تعهد بسك العملات وإصدار الوثائق حصريًا باسم شارلمان وإلزام اللومبارديين بارتداء ذقونهم محلوقة وفقًا للعادات الفرنجية.
في الفترة الأولى (788-792) سك العملات المعدنية باسم مشترك لـ Grimoald وCharles: كانت تحمل النقش الوجه GRIM- + -VAL والرمز DX (dux)، بينما على الوجه الخلفي كان لنقش DOMS CAR - مع الرمز ℞ ، لـ rex. "CAR" هو شارلمان. في هذا الوقت، كان على جريموالد أن يتخلى عن لقب أمير ويستخدم لقب دوق فقط، مع وجود المسيطر فيك (أو فيكΔ) في المنصب الذي يشغله عادة كونوب. بالنسبة لهذا النقش، يعتقد Wroth أنها اختصار لكلمة VICTORIA التي استخدمها Arechis سابقًا. في هذه الفترة سكت العملات النقدية لأول مرة، مرة أخرى باسم جريموالد وتشارلز.
وفي وقت لاحق أنهى جريموالد علاقاته الطيبة مع الفرنجة وتمكن من الدفاع عن استقلاليته. في هذه الفترة الثانية، سكت العملات المعدنية باسم الأمير اللومباردي فقط. تحالف جريموالد مع الإمبراطور الشرقي وتزوج من ابنة أخته؛ عانت الإمارة من هجمات الجيوش الفرنجية، لكن الأمير كان قادرًا على التعامل معها. في العملة الجديدة، ظهر كل من CONOB واللقب PRINCI، اللذان كانا غائبين عن العملة في الفترة الأولى، مرة أخرى في العملة المعدنية القديمة.

### العملات الفضية
مع جريموالد، إلى جانب إنتاج العملات الذهبية، بدأ صنع العملات الفضية. سكت عملات نقدية تحمل خصائص مماثلة لتلك التي أصدرتها البابوية ومملكة الفرنجة في نفس الفترة.
كانت العملات النقدية الأولى الصادرة عن جريموالد الثالث تحمل على الوجه الأمامي الحرف الأول من اسم شارلمان الذي استخدمه في عملاته المعدنية، وعلى الوجه الخلفي الحرف الأول من اسم جريموالد. تغيرت الأنواع أيضًا في العملات الورقية بعد عام 792: على الوجه الأمامي وُضع اسم جريموالد، مع حرف واحد جديد، وعلى الوجه الخلفي صليب قوي على درجات محاطة بالحرفين "A" و"ω".
في عهد جريموالد الرابع، خليفة جريموالد الثالث، بدأ ظهور إهداء لرئيس الملائكة ميخائيل على الجانب الخلفي. كان رئيس الملائكة هو الحامي ورمز اللومبارديين، وكان موضع عبادة خاصة. علاوة على ذلك، كان حرم القديس ميخائيل رئيس الملائكة في جارجانو، المخصص لرئيس الملائكة، يقع في أراضي إمارة بينيفينتو. لم تُسك أي عملات ذهبية في عهد هذا الأمير. لم يوقع جريموالد على نفسه كأمير بل ببساطة كجريموالد، ابن هيرميريك. قدمت عملات نكران جريموالد الرابع أنواعًا مميزة تمامًا: على الوجه الأمامي، يحيط النقش - GRIMOALD FILIVS ERMENRIH[I] بسنبلة قمح، والتي يمكن تقديمها بين سيقان مستلقية أو بين أوراق؛ وعلى الوجه الخلفي، يحيط النقش - رئيس الملائكة ميخائيل بصليب، بأذرع متساوية الطول، متجاورة مع أربعة معينات.
استؤنفت سك العملات الذهبية في عهد سيكو، الذي واصل تكريسها لرئيس الملائكة ميخائيل وقدم النوع الجديد مع صورة رئيس الملائكة على الوجه الآخر والنقش ΛRCHANGELVS MICHΛЄL مع متغيراتها. وصف كاجياتي العملة على النحو التالي: "صورة رئيس الملائكة ميخائيل في الأفق؛ يحمل في يده اليمنى عصا، وفي يده اليسرى صليبًا، وأسفله مثلث صغير." استُخدم هذا النوع في سك العملات البيزنطية طوال القرن السابع. استخدم سيكو هذا النوع فقط للصلب؛ أما بالنسبة للترميز استخدم النوع التقليدي ذو القوة المتقاطعة، ولكن النقوش مرة أخرى كانت ΛRCHANGELVS MICHΛЄL. في عهد سيكو، استمرت عملية سك النقود مع وضع النقش PRIHCES BEHEBEH - TI على الوجه حول الحرف الأول من اسم SICO على شكل صليب. كانت المتغيرات كثيرة بشكل خاص: يصف كاجياتي ما يصل إلى 25. إن النوع الذي يحمل شعار الملك على الوجه والصليب على الظهر يشبه نوع العملات النقدية التي استخدمها شارلمان؛ ولكن على عكس العملات الفرنجية، حيث صور الصليب اليوناني، استخدم الصليب التقليدي الموجود على الدرجات في عملات سيكو. كما رأينا بالفعل، استخدم هذا النوع من قِبل جريموالد الثالث.
في عهد سيكارد، ابن سيكو وخليفته، لم يستخدم النوع الذي يحمل صورة رئيس الملائكة ميخائيل على الوجه الآخر. كانت العملات الذهبية، والتي كانت من نوع السوليدي والتريميس، تُسك بالنوع التقليدي مع وجود صليب قوي على الدرجات الموجودة على الوجه الخلفي. كانت هذه آخر عملة ذهبية لأمراء لومبارديا في بينيفينتو. استخدم شعار جديد على شكل صليب يحمل الأحرف SICARD في العملات الورقية. كان سيكارد هو الحاكم الأخير لإمارة بينيفينتو في ترتيبها الوحدوي. وبعد وفاته بدأت حرب أهلية أدت إلى الانفصال النهائي لساليرنو. ولم يحدث توحيد قصير إلا في العقود الأخيرة من القرن العاشر. وكانت عملات خلفائه مصنوعة من الفضة فقط.

#### سك النقود في أديلكيس
كانت سكة أديلكيس مميزة، إذ كانت تشهد على التغيرات السياسية في الإمارة. في عام 860 هُزم أديلكيس في باري على يد القوات المسلمة؛ فاضطر بعد ذلك إلى طلب المساعدة من الإمبراطور الفرنجي لويس الثاني، الذي هزم المسلمين في عام 866 واستعاد باري في عام 871. ثم سعى لويس الثاني إلى إعادة تأكيد السيطرة الإمبراطورية على الإمارة من خلال إيواء القوات في حصون بينيفينتو. رد أديلكيس بأسر الإمبراطور أثناء وجوده ضيفًا في القصر الأميري في بينيفينتو.
تنقسم عملة أديلكيس إلى أربع فترات، كل منها بأنواع مختلفة. ومع ذلك، فإن هؤلاء ما زالوا منكرين.
|                              | سنين    | الأنواع المعروفة |
| ---------------------------- | ------- | ---------------- |
| أديلكيس وحده                 | 853-867 | 7                |
| أديلكيس ولويس                | 867-870 | 2                |
| لويس أو لويس مع إنجيلبيرجا   | 870-871 | 13               |
| أديلكيس والبابا يوحنا الثامن | 871     | 1                |

الفترة الأولى من سك العملة في عهد أديلكيس (853-867) هي الفترة التي تحمل اسم الأمير فقط؛ استخدمت سبعة أنواع من العملات. ومن بين هذه العملات، كان هناك على الوجه الأمامي في الميدان، على ثلاثة أسطر، النقش + / ADEL' / PRIN وعلى الوجه الخلفي صليب موضوع جانباً بأربع معينات وحوله النقش - ARHANGEMIHAE (رئيس الملائكة ميخائيل)، وهو مشابه جدًا للوجه الخلفي لإنكار جريموالد الرابع من خمسين عامًا قبل ذلك. وكان هناك عملة أخرى تحمل الصليب التقليدي على درجات على الوجه مع نقش ADELHIS PRINCE حولها، بينما على الوجه الآخر، داخل النقش A - RHANGELVMICHAEL، كان هناك صليب، قوي في العمود الأفقي، مع سبع كرات على كل ذراع من العمود الرأسي. كان هناك نوع ثالث في الحقل يحمل الأحرف P ADL R (الأمير أديلشي) مرتبة على ثلاثة أسطر لتشكيل صليب، مع النقش + SANCTA MARIA حوله، في حين كان هناك نوع آخر يحتوي على "المعبد الكارولينجي" المستخدم بالفعل في tornesels بواسطة لويس الورع.
بعد استعادة باري استقر لويس في بينيفينتو. يتضح هذا الوضع من خلال قضايا الفترة الثانية، تلك التي حدثت في الأعوام 867-870، والتي شهدت وجود منكري النقود باسمين مشتركين هما أديلكيس ولويس الثاني. استخدم نوعين: الأول كان على الوجه صورة الأذن المستخدمة بالفعل من قبل جريموالد الرابع وحولها النقش + LVDOVICVSIMPE وعلى الوجه الآخر صليب الروح القدس محاط بالحرفين M و H (بالنسبة لمايكل) والنقش + ADELHIS PRINCES، مع آخر حرف S معكوس؛ العملة الأخرى على الوجه كان عليها في الحقل النقش I | LVDO | VVICV | ^ P ^ وعلى الوجه الآخر الحروف P ADL R (الأمير Adelchis) مرتبة على ثلاثة خطوط لتشكيل صليب بينما حولها النقش + ARHANGELMIHAEL.
في الفترة الثالثة، صدرت العملات النقدية باسم لويس وحده أو مع زوجته. يعود تاريخ هذه العملات إلى عامي 870-871. هنا أخذت الأنواع المستخدمة في الغالب من العملات الإمبراطورية السابقة: "المعبد الكارولنجي"، والصليب مع النقش + XPSTIANARELIGI (" christiana religio ") وغيرها. في إحدى مجموعات العملات المعدنية تظهر النقوش BENVENTV CIBI أو BENEVENTUM أو ما شابه ذلك. وفي عملات معدنية أخرى ظهر اسم زوجة لويس، إنجيلبيرجا، في شكل ANGILBERGA مصحوبًا بألقاب مثل DMA (" domina ") أو IMP (" imperatrix ") أو AGVSTA، مع تهجئات مختلفة.
في الفترة الرابعة سكت العملات المعدنية باسمين مشتركين هما أديلكيس والبابا يوحنا الثامن. من هذه الفترة، التي يرجع تاريخها إلى عام 871، لا يُعرف سوى نوع واحد يحمل على الوجه الأمامي نقش ADELGI حول حرف واحد على شكل صليب مع الأحرف IOHA (Iohannes ، اسم البابا باللاتينية) وعلى الوجه الخلفي، في الحقل، نقش SCAMR ( Sancta Maria ).

#### الأمراء الأخيرون
اغتيل أديلكيس في عام 878 بعد مؤامرة وضعت ابن أخيه جايديريس على العرش. لا يُعرف سوى عدد قليل جدًا من عينات العملات المعدنية الخاصة بجايديريس وخلفائه، وليست كل النسب مؤكدة. يذكر كاجياتي لجايديريس عينة واحدة، وكذلك لراديلشيس الثاني وأيولف الثاني عينة واحدة لكل منهما.
في عام 899، غزا أتينولف الأول، أمير كابوا، بينيفينتو، ووحد الإمارتين، وأصبحت إمارة بينيفينتو تتمتع بأهمية سياسية مستقلة.

### إمارة ساليرنو
- 840–851 Siconulf
- 851–853 Sico II

2nd dynasty
- 853 Peter
- 853–861 Adhemar

3rd dynastyDauferidi
- 861 Daufer
- 861–880 Guaifer
- 880–900 Guaimar I

في عام 839 اغتيل سيكارد من بينيفينتو في مؤامرة دبرها أمين خزانته وخليفته راديلكيس. وبعد ذلك أعلن شعب ساليرنو شقيق سيكارد سيكونولف أميرًا. استمر الصراع بين المدعين أكثر من عشر سنوات، وخلال هذه الفترة نقل سيكونولف عاصمة إمارة بينيفينتو إلى ساليرنو.
تنقسم العملة اللومباردية في إمارة ساليرنو إلى مرحلتين: الأولى من حوالي 840 إلى حوالي 900 والثانية من حوالي 1050 إلى 1077. غالبًا ما يكون نسب العملات المعدنية إلى أمراء ساليرنو غير مؤكد: كما تداول العملات البيزنطية وبينيفينتو في المنطقة، بالإضافة إلى العملات العربية من صقلية، مثل أرباع الدينار أو التاري مع النقوش الكوفية.
أصدرت شركة Siconulf عملات السوليدي والدينير الفضي. على العملات الفضية احتفظ بلقب أمير بينيفينتو كما يظهر من النقوش: الأمير بينيبنتي.
بعد سيكونولف، أصبحت العملات المعدنية مصنوعة حصريًا من الفضة. إن عملات خلفائه، باستثناء عملات غوايفر (861-880)، نادرة للغاية: فهي في كثير من الأحيان فريدة من نوعها أو معروفة بعينتين أو ثلاث عينات فقط. النوع الأكثر شيوعًا يحمل حرفًا واحدًا على الوجه الأمامي وصليبًا قويًا على الدرجات على الوجه الخلفي. انتهت المرحلة الأولى من سك العملة في عهد ابن غوايفر، غوايمار (880-901).
المرحلة الثانية من سك العملة حدثت في عهد الأمير جيزولف الثاني. سكت العملات النحاسية الفولارية والتي كانت منتشرة على نطاق واسع في العديد من مراكز جنوب إيطاليا. أحد الأنواع يظهر على الوجه الأمامي الأمير جالسًا على العرش وعلى الوجه الخلفي صورة بانورامية للمدينة المحصنة.

## الأوزان والسبائك

### ذهب
كانت العملات المعدنية التي سكت في البداية، قبل انتشار الدينير، هي السوليدوس، وهي عملة ذهبية، والتريميسيس، وهي أيضًا مصنوعة من الذهب، وتعادل ثلث السوليدوس. كان وزن الصوليدوس "البيزنطي" حوالي 4.55 غرامًا ووزن التريمسيس حوالي 1.52 غرامًا.
وفقًا لكاجياتي، نادرًا ما يصل وزن بينيفينتو سوليدي إلى 4 غرام. يبلغ وزن السوليدي المحفوظ في المتحف البريطاني في الفترة 706-806 أكثر من 60 حبة (حوالي 3.87 غرام)، ويصل في بعض الحالات إلى 64 حبة كحد أقصى (حوالي 4.15 غرام). وفي العملات اللاحقة (817-851) كان الوزن عادة أقل من 60 حبة. يتراوح وزن قطع التريمس الموجودة في المتحف البريطاني ما بين 19 إلى 21 حبة (حوالي 1.23 إلى 1.35 غرام).
السبائك المستخدمة في بينيفينتو في العملات الذهبية تختلف بشكل كبير وكانت عمومًا أقل من تلك المستخدمة في دور سك العملة الإمبراطورية. يذكر كاجياتي بيانات من دراسة نشرها فينسينزو كابوبيانكي، والتي تفيد بأن متوسط عنوان السوليدي كان 0.762.
في بعض الأحيان كان يستخدم الإلكتروم أو أي سبيكة أخرى من الذهب. تحليل عملات روموالد الثاني يعطي سبيكة من 20 قيراط، وعملات جريجوري تتراوح بين 20 و 18 قيراط؛ مع خلفائه كان الذهب عند 18 قيراط. في عهد أريكيس الثاني (758-787) أصبح السبائك التي كانت في البداية 18 قيراطًا أصبحت 13 و1/3. مع جريموالد الثالث، الذي بدأ سك الفضة، انخفض سبيكة الذهب إلى 12 قيراطًا. مع سيكو كان هناك أيضًا خسارة أخرى في الوزن، وفي عهد خلفائه انخفض محتوى الذهب أيضًا إلى 10 قيراط. في نهاية المطاف، في عهد أديلكيس، توقف سك العملات الذهبية وكانت العملات الوحيدة التي سكت هي العملات الفضية.

### فضي
بدءًا من عهد جريموالد الثالث، بدأ سك العملات الفضية، بعد انتشار العملات في إيطاليا من قبل الفرنجة (عملات الكارولينجيين). يتراوح وزن عينات المتحف البريطاني من 22-1 حبة (حوالي 1.43 غرام) من عينات جريموالد الثالث وينخفض تدريجيًا إلى 19-9 حبة من سيكونولف (1.28 غرام)، إلى 18-8 (1.21 غرام) من راديلكيس الأول لينخفض تحت أديلكيس، في بعض العينات، إلى 16-6 حبة (1.07 غرام).
ومع ذلك، فإن سبيكة هذه المنكرات ذات نوعية جيدة.

## النقوش والنقوش النقدية
كانت العملات المعدنية المبكرة تحمل نقوش تشبه إلى حد كبير النقوش الأصلية: IYNIVNVS لـ " Iustinianus"، وVGЧS لـ AVGVSTI، وDNI INVSPP لـ DN (" dominus ") I [VSTIN IN]I[A]NVS (" Iustinianus ").
كان يحمل النقش CONOB، مكتوبًا بطرق مختلفة: CONO، ONO؛ في بعض الأحيان كان يكتب الحرف "B" معكوسًا، وغالبًا ما يكون أكبر من الأحرف الأخرى.
الأسماء والكلمات الحالية لها تنوع كبير في التهجئة: MICHΛЄL، MICHAEL، MIHAEL MICNACL، MIHCAEL، وحتى ΠICHVEL؛ BINIBENTI، BENEBENTI، BENEBEHTI أو DENEDENTI، BENEBENTV؛ PRINPI، PRINCIP، PRINCE، PRINCES، PRINCEES.
في بعض الأحيان كان الحرف "A" يُكتب على شكل V، أو Δ، أو Λ، أو ∀، أو ∇، وفي أحيان أخرى كان يُدوّر بزاوية 90 درجة. كان الحرف "S" يُكتب أحيانًا معكوسًا أو في أحيان أخرى مدورًا بزاوية 90 درجة. كان الحرف "G" مكتوبًا على هيئة ʕ وكان يشبه أحيانًا الحرف "S".
أُشير إلى اسم الدوق على الوجه الخلفي مع الحرف الأول منه في الحقل بجوار الصليب. كان عنوان DVX يُشار إليه في بعض الحالات بحرف "D"، وأحيانًا يُكتب "Δ". أما بالنسبة لـ Gisulf II، فكان يُشار إليه بالحرف الأول. (DVX): في بعض الحالات إلى اليسار، وفي حالات أخرى إلى يمين الصليب، وفي حالات أخرى مستديرًا. في العملات المبكرة التي أصدرها ليوتبراند كان الصليب محاطًا بالحرفين "L" و"S"، حيث يشير الحرف الأخير إلى والدته سكاونيبيرجا كوصية.
عندما أصبحت الدوقية إمارة في عهد أريكيس الثاني، أبرز الوجه الآخر اللقب الجديد مع نقش VITIR∀- PRINPI.
ومن الجدير بالذكر بشكل خاص العملات المعدنية التي تعود إلى عهد جريموالد الثالث. الحروف المميزة لهذا الأمير هي "G" و "R" على جانبي الصليب. كتب الاسم أولاً في شكل ممتد مثل GRIM VALD. في المرحلة الأولى من سك النقود في عهد جريموالد (788-792) كانت العملات المعدنية تحمل على الوجه الأمامي نقش GRIM VAL متبوعة بالرمز DX ("dux") وعلى الوجه الخلفي نقش DOMS CAR مع الرمز ℞ (" rex "). استخدم العديد من الأحرف الأولى التي تحمل اسم الأمير على العملات النقدية. كان لدى العديد منهم الحروف في نهاية الصليب أو ترتيبها لتشكيل الصليب بأنفسهم. الحرف "Ω"، الذي ظهر في كتابات غريموالد المنكرة بعد انفصاله عن شارلمان، كان مكتوبًا في شكل "ω".

## فهرس
عملة لومباردية
- Bernareggi، Ernesto (1983). Moneta Langobardorum. Milan: Cisalpino Goliardica.
- Memmo Cagiati (1916–1917). La zecca di Benevento. Milano. ISBN:978-88-271-0957-1. (anastatic reprint.{{استشهاد بكتاب}}:  صيانة الاستشهاد: مكان بدون ناشر (link)
- Enrico Catemario di Quadri, "Considerazioni sulle monete di Benevento" in Bollettino del Circolo numismatico Napoletano, 38 (1953), 3-7
- Philip Grierson; Mark Blackburn (2007). Medieval European Coinage (بالإنجليزية). Cambridge University Press. Vol. 1, The Early Middle Ages (5th–10th Centuries).
- W. Andrew Oddy: Analysis of the gold coinage of Beneventum, Numismatic Chronicle, 19 (1974), 78-109
- Arthur Sambon, Recueil des monnaies de l'Italie méridionale. Bénévent, Le Musée, giugno 1908 (reprinted along with other works under the title Recueil des monnaies du sud de l'Italie avant le domination des Normands, Paris, 1919)
- Giulio Sambon, Repertorio generale delle monete coniate in Italia e da Italiani all'estero dal secolo V al XX. vol. I Periodo dal 476 al 1566. Paris 1912. (anastatic reprint: ISBN 978-88-271-1360-8)
- CNI (Corpus Nummorum Italicorum), vol. XVIII.

الكتالوجات
- Warwick William Wroth (1911). Catalogue of the coins of the Vandals, Ostrogoths and Lombards, and of the empires of Thessalonica, Nicaea and Trebizond in the British museum (بالإنجليزية). London.{{استشهاد بكتاب}}:  صيانة الاستشهاد: مكان بدون ناشر (link)

العملات الإمبراطورية
- Alfred R. Bellinger. Catalogue of the Byzantine Coins in the Dumbarton Oaks Collection and in the Whittemore Collection (بالإنجليزية). Vol. 2.
- Hahn، Wolfgang (1973–1981). Moneta Imperii Byzantini (MIB). Vienna: Verlag der Österreichischen Akademie der Wissenschaften. ج. 3. ISBN:978-3-7001-0005-8.
- Pierre Justin Sabatier, Description générale des monnaies byzantines frappées sous les Empereurs d'Orient, in 2 voll., Paris, 1862

القواميس
- Belaubre، Jean (1996). Dictionaire de Numismatique médiévale occidentale. Paris: Léopard d'Or. ISBN:2-86377-121-3.
- Klütz، Konrad (2004). Münznamen und ihre Herkunft. Vienna: moneytrend Verlag. ISBN:3-9501620-3-8.
- Martinori، Edoardo (1915). La moneta - Vocabolario generale. Rome: Istituto italiano di numismatica.